# Peter White (zenész)
Peter White, (Luton, 1954. szeptember 20. –) angol gitáros, zongorista, harmonikás, zeneszerző. Al Stewarttal 20 éven át működött együtt.

## Pályafutása
Peter White smooth jazz- és fúziós jazz-gitáros. Amellett harmonikázik és zongorázik is. Testvére, Danny White volt a Matt Bianco együttes egyik alapítója.
White stílusát elsősorban a klasszikus, nylonhúros gitár kizárólagos használata jellemzi. Earl Klugh játékstílusának követője. Stúdiófelvételeken és turnékon együttműködik számos smooth jazz zenésszel, mint például Rick Braun és Kirk Whalum.
Peter White Al Stewart kíséretében érte el első sikereit. A Stewarttal töltött 20 év alatt sok dalt újrakomponált, ezek közül a legsikeresesebb a „Time Passages” volt.
Az 1980-as évek végén számos sikeres albumon kísérte Basiát..
Peter White 1990-ben rögzítette első szólóalbumait. A Jr. Walker & The All Stars által rögzített instrumentális What Does It Take (To Win Your Love) (2006), a Grover Washington, Jr. által rögzített Mister Magic (2007) és a Bright (2009) egyaránt az első helyezést érte el a Billboard listáján.

## Albumok
- 1990: Reveillez-Vous
- 1991: Excusez-Moi
- 1993: Promenade
- 1994: Reflections
- 1996: Caravan of Dreams
- 1997: Songs of the Season
- 1998: Perfect Moment
- 2001: Glow, N. 4 nella U.S. Jazz Albums Chart
- 2004: Confidential, N. 3 nella U.S.
- 2006: Playin' Favorites, N. 4 nella U.S.
- 2007: Peter White Christmas, N. 12 nella U.S.
- 2009: Good Day, N. 2 nella U.S.
- 2012: Here We Go
- 2014: Smile
- 2016: Groovin'
- 2019: Music for STARLUX Airlines

## Fordítás
Ez a szócikk részben vagy egészben  a   Peter White  (zenész) című német Wikipédia-szócikk ezen változatának fordításán alapul.  Az eredeti cikk szerkesztőit annak laptörténete sorolja fel. Ez a jelzés csupán a megfogalmazás eredetét és a szerzői jogokat jelzi, nem szolgál a cikkben szereplő információk forrásmegjelöléseként.